# Jiang Zhipeng
Jiang Zhipeng (chiń. 姜至鹏, ur. 9 marca 1989 w Qingdao) – chiński piłkarz grający na pozycji lewego obrońcy. Od 2014 jest zawodnikiem klubu Guangzhou R&F.

## Kariera piłkarska
Swoją karierę piłkarską Jiang Zhipeng rozpoczął w akademii piłkarskiej o nazwie Genbao Footall Academy. W 2006 roku przeszedł do klubu Shanghai Dongya. W 2008 roku zadebiutował w jego barwach w rozgrywkach League One. W klubie z Szanghaju grał do końca sezonu 2010.
W 2011 roku Jiang Zhipeng przeszedł do klubu Shanghai Shenxin, grającego w Super League. Zadebiutował w nim 1 kwietnia 2011 w przegranym 0:2 wyjazdowym meczu z Hangzhou Greentown. W Shanghai Shenxin grał przez trzy sezony.
W 2014 roku Jiang Zhipeng został piłkarzem klubu Guangzhou R&F. Swój debiut w nim zaliczył 9 marca 2014 w zremisowanym 1:1 wyjazdowym meczu z Tianjin Teda.
| Sezon | Klub              | Kraj  | Rozgrywki    | Mecze | Gole |
| ----- | ----------------- | ----- | ------------ | ----- | ---- |
| 2008  | Shanghai Dongya   | Chiny | League One   | 13    | 1    |
| 2009  | Shanghai Dongya   | Chiny | League One   | 21    | 5    |
| 2010  | Shanghai Dongya   | Chiny | League One   | 19    | 0    |
| 2011  | Nanchang Hengyuan | Chiny | Super League | 28    | 1    |
| 2012  | Shanghai Shenxin  | Chiny | Super League | 28    | 0    |
| 2013  | Shanghai Shenxin  | Chiny | Super League | 29    | 0    |
| 2014  | Guangzhou R&F     | Chiny | Super League | 29    | 1    |
| 2015  | Guangzhou R&F     | Chiny | Super League | 25    | 1    |
| 2016  | Guangzhou R&F     | Chiny | Super League |       |      |

## Kariera reprezentacyjna
W reprezentacji Chin Jiang Zhipeng zadebiutował 6 czerwca 2013 roku w przegranym 1:2 towarzyskim meczu z Uzbekistanem. W 2015 roku został powołany do kadry Chin na Puchar Azji 2015. Zagrał na nim w czterech meczach: grupowych z Arabią Saudyjską (1:0), z Uzbekistanem (2:1), z Koreą Północną (2:1) i ćwierćfinałowym z Australią (0:2).